# Пам'ятна медаль «За народну оборону Тіроля в 1859 р.»
Пам'ятна медаль «За народну оборону Тіроля в 1859 р.» (нім. Denkmünze an die Tiroler Landesverteidigung vom Jahre 1859) ― нагорода Австро-Угорської імперії, заснована 4 листопада 1908 р.  імператором Францом Йосифом І з нагороди 50-ї річниці Австро-італо-французької війни 1859 р.

## Історія
Медаль заснована 4 листопада 1908 році імператором Австро-Угорщини Францом Йосифом І для нагородження солдатів та офіцерів, які брали участь в обороні Тіроля під час Австро-італо-французької війни 1859 р.

## Опис медалі
На аверсі медалі був зображений лик імператора Франца Йосифа, повернутий праворуч, по колу був напис: нім. FRANZ JOSEPH I. KAISER VON OESTERREICH (Франц Йосиф І, імператор Австрії). На реверсі, в центрі, розташовувалася кругова прикраса з лілій із написом: нім. DEM TIROLER LANDES VERTHEIDIGER 1859 (ТІРОЛЬСЬКИЙ НАЦІОНАЛЬНИЙ ЗАХИСНИК 1859).
Трикутна стрічка медалі складалася з зеленого, білого, чорного та червоного кольорів. 